# بطولة باوليستا 1928
كانت بطولة باويستا 1928 هو الموسم السابع والعشرون من دوري كرة القدم الأعلى في ساو باولو . تم التنافس على بطولتين في ذلك الموسم، كل منهما من قبل دوري مختلف (APEA وLAF).